# Harfenjule
Koordinaten: 52° 25′ 13,3″ N, 13° 21′ 22,1″ O

Luise Nordmann mit ihrer Harfe

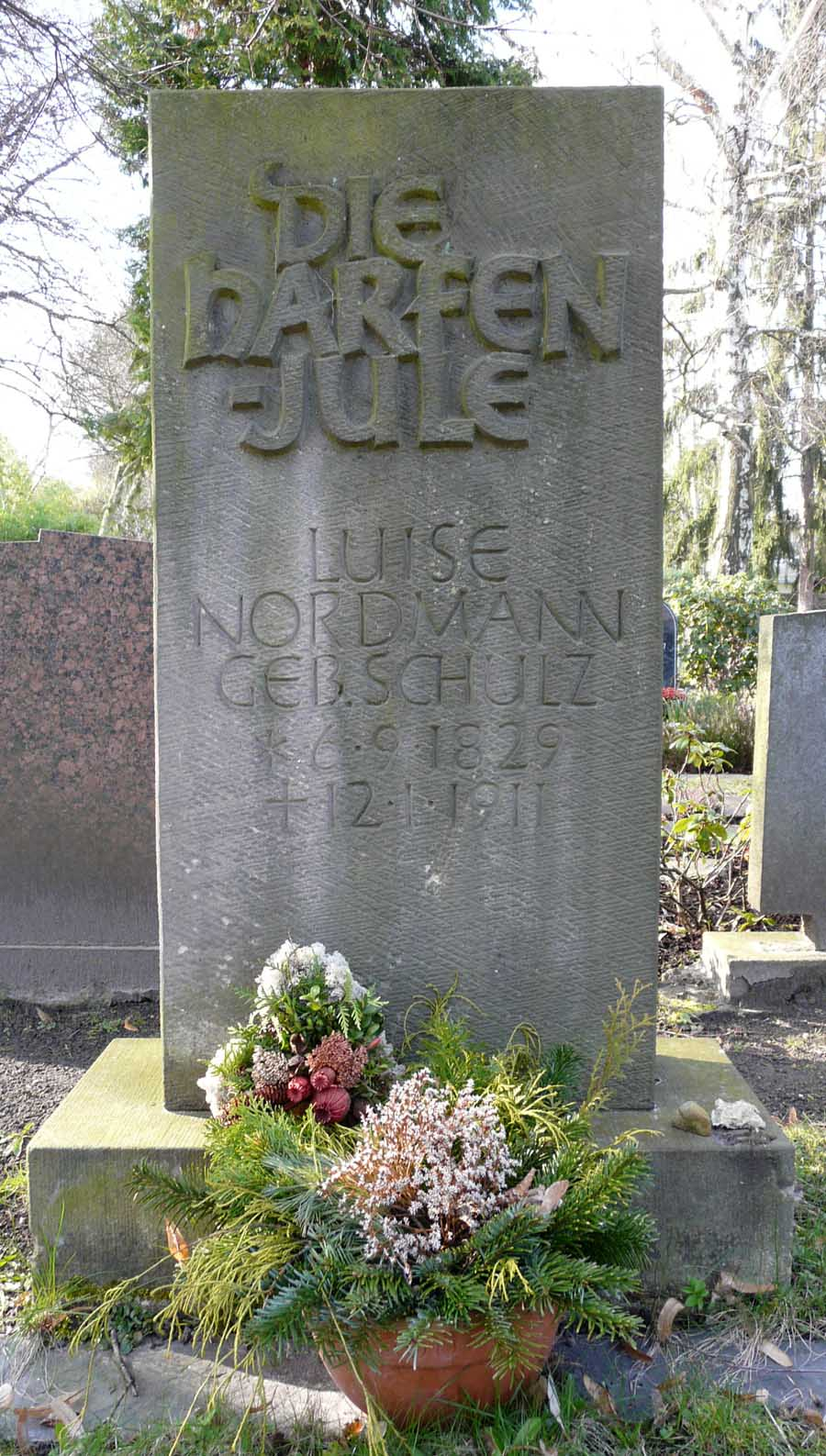
Gedenkstein der Harfenjule auf dem Lutherkirchhof in Berlin-Lankwitz

Harfenjule ist der Spitzname von Luise Nordmann, geborene Schulz (* 6. September 1829 in Potsdam; † 8. Januar 1911 in Berlin), wurde aber dann auch zum allgemeinen Begriff für Straßensängerinnen.
Die Harfenjule gilt als Berliner Original. Im kaiserlichen Berlin wurde sie als Straßenmusikantin und durch Zeitungsberichte über die Stadt hinaus bekannt. Meist wurde dabei die Not, in der sie lebte, verschwiegen und mehr auf populäre Folklore Wert gelegt.

## Leben
Die Harfenjule wurde als Tochter des Brettschneiders Peter Friedrich Schulz und der Karoline geborene Schrobsdorff in Potsdam geboren. Von Geburt an blind, konnte Luise nach einer Augenoperation in der Kindheit zumindest mit einem Auge etwas sehen. Ihren Lebensunterhalt verdiente sie durch Singen auf den Höfen der Berliner Wohngegenden, wobei ihre Stimmbegabung entdeckt wurde und sie Gesangsunterricht erhielt.
Im Jahr 1865 heiratete Luise Schulz den Puppenspieler Emil Nordmann und trat mit ihm als Schausteller in einem Wandertheater auf. Nachdem ihr Mann und ihre Kinder 1871 gestorben waren, zog sie in die Schöneberger Vorstadt (heute Teil von Berlin-Schöneberg). Dort lebte sie bis zu ihrem Tode mit ihrer Schwägerin in einer Kellerwohnung. Den Lebensunterhalt für sich und die Familie verdiente sie nun wieder mit Gesang und Harfenspiel in den Berliner Hinterhöfen.
Ihr Auftreten mit schwarzem abgewetztem Strohhut und Harfe wurde mehrfach in Skulpturen und Bildern dargestellt, unter anderem von Heinrich Zille.
Luise Nordmann starb am 8. Januar 1911 und wurde am 12. Januar 1911 auf dem Evangelischen Luther-Friedhof in Berlin-Lankwitz beigesetzt. Ihre letzte Anschrift und Sterbeort war laut Sterbeurkunde die Steinmetzstraße 46 in der Schöneberger Vorstadt. Das Grab wurde im Verlauf des Zweiten Weltkrieges zerstört. Eine Privatinitiative setzte ihr 1969 auf dem Luther-Friedhof einen Gedenkstein, der fälschlicherweise ihr Beisetzungsdatum als Todesdatum angibt. Im Jahr 2010 wurde er gereinigt und restauriert.
Im Volksmund lebte Luise noch lange fort und man sagte von ihr:
„Ick bin die Harfenjule mit jroßem Pompadur,
in janz Berlin und Rixdorf spiel ick die Harfe nur!“

## Wirkung in Kunst und Literatur
Klabund setzte der historischen Harfenjule ein literarisches Denkmal. 1927 veröffentlichte er den Gedichtband Die Harfenjule. Neue Zeit-, Streit- und Leidgedichte von Klabund. Seine Gedichte, Chansons und Bänkellieder greifen ins pralle Leben des Berliners der zwanziger Jahre. Kurt Tucholsky bescheinigte in der Weltbühne diesem Gedichtband hohe Qualität und eine Frische, die auch noch nach achtzig Jahren nicht ganz vergangen sein werde.
1982 erschien im Eulenspiegel-Verlag ein Sammelband Die Harfenjule mit Klabundgedichten. In diesem Band sind jedoch die Lieder der originalen Harfenjule weggelassen worden. Gedichte aus anderen, älteren Veröffentlichungen oder dem Nachlass wurden hinzugefügt.

## Lied der Harfenjule
Emsig dreht sich meine Spule

Immer zur Musik bereit,

Denn ich bin die Harfenjule

Schon seit meiner Kinderzeit.

Niemand schlägt wie ich die Saiten,

Niemand hat wie ich Gewalt.

Selbst die wilden Tiere schreiten

Sanft wie Lämmer durch den Wald.

Und ich schlage meine Harfe,

Wo und wie es immer sei,

Zum Familienbedarfe,

Kindstauf oder Rauferei.

Reich mir einer eine Halbe

Oder einen Groschen nur.

Als des Sommers letzte Schwalbe

Schwebe ich durch die Natur.

Und so dreht sich meine Spule,

Tief vom Innersten bewegt,

Bis die alte Harfenjule

Einst im Himmel Harfe schlägt.

(Klabund)